# سيث موسى
سيث موسى (بالإنجليزية: Seth Moses) (19 يناير 1989 ببالتيمور في الولايات المتحدة - ) هو لاعب كرة قدم أمريكي في مركز الوسط. لعب مع نادي رايندورف آلتاخ وUSV Eschen/Mauren ‏.

## وصلات خارجية
- سيث موسى على موقع دوري كوريا الجنوبية (الإنجليزية)
- سيث موسى على موقع قاعدة بيانات كرة القدم.إي يو (الإنجليزية)